# 孙侃
孙侃（1964年8月20日—），当代报告文学作家，中国作家协会会员。出生于浙江慈溪。发表多篇小说、散文、文学评论等文学作品约300万字，出版个人专著20余部，主编《浙江文坛》等文学丛书等多套。作品曾获浙江省社会科学成果一等奖、杭州市精神文明“五个一工程”奖等，并被《读者》、《作家文摘》、《报刊文摘》等报刊转载。散文作品入选初中生课外阅读教材。

## 生平
1964年8月20日，出生于浙江省慈溪县逍林镇周塘东街。1982年9月至1986年7月，在浙江师范大学中文系就读，获学士学位。1984年4月，在《绿洲》发表诗作两篇，係第一次正式发表作品。1986年8月至1991年10月，任浙江省建筑安装职工中专教师、校办秘书。
1991年11月至2001年12月，任杭州市司法局副主任科员、办公室副主任，其间於1999年1月至2000年12月任浙江省余杭市乔司镇党委副书记。1998年10月，作品《大江壮歌》由浙江人民出版社出版，第一次出版专著。2002年1月至2013年7月，任浙江省作家协会创研部副主任、创联部副主任、办公室副主任。
2013年8月至今，任浙江省新闻出版局（后合并为浙江省新闻出版广电局）办公室副主任。

## 作品
1. 《大江壮歌》（长篇报告文学  浙江人民出版社1998年10月）
2. 《我怕死——31位心理变态者的全真纪录》（纪实文学  上海浦东电子出版社 2002年10月）（另有重版本）
3. 《沧海显英雄》（长篇报告文学 大众文艺出版社2005年10月 与人合著）
4. 《屈原》（人物传记 浙江少年儿童出版社2006年1月）（另有重版本）
5. 《在俯瞰中放松》（散文集 大众文艺出版社2006年3月）
6. 《沉抑曲家——张可久传》（人物传记 浙江人民出版社2007年8月）
7. 《大爱无悔》（长篇报告文学 浙江人民出版社2007年12月 与人合著）
8. 《我的心里有个魔鬼——32位心理病人口述实录》（纪实文学  浙江人民出版社2008年1月）
9. 《哥伦布》（人物传记 浙江少年儿童出版社2009年5月）（另有重版本）
10. 《中国民间故事》（文学经典重写  浙江少年儿童出版社2009年5月 与人合著）（另有重版本）
11. 《中国神话故事》（文学经典重写  浙江少年儿童出版社2009年5月 参与写作）（另有重版本）
12. 《史记故事》（文学经典重写 浙江少年儿童出版社2009年6月）
13. 《大爱无悔》（电影文学剧本 大众文艺出版社2009年7月 与人合著）
14. 《改变——留学年代的脸谱》（浙江人民出版社2011年6月 主要撰稿人）
15. 《观念嬗变  日月新天》（报告文学合集  杭州出版社2012年6月 执行主编兼主要撰稿人）
16. 《吴斌：中国最美司机》（长篇报告文学  人民交通出版社2012年11月）
17. 《高速卫士吴连表》（长篇报告文学  浙江人民出版社2013年3月）
18. 《烈火中的青春——最美消防战士尹进良、陈伟、尹智慧的壮丽人生》（长篇报告文学  浙江人民出版社2013年8月）
19. 《梦圆杭州湾——宁波杭州湾新区上海大众汽车项目建设纪实》（长篇报告文学  浙江人民出版社2013年10月）
20. 《以美铸魂——衢州最美现象启示录》（长篇报告文学  浙江人民出版社2014年4月）
21. 《“最美爸爸”黄小荣——一个先进典型与“富阳好人”群体现象》（长篇报告文学  杭州出版社2014年6月）